# Amfiox
L'amfiox o llanceta (Branchiostoma lanceolatum) és una espècie de cefalocordat de la família Branchiostomidae. Com la resta de cefalocordats, és un animal molt primitiu que representa la transició entre els invertebrats i els vertebrats. Viu en aigües poc profundes, sol estar a les platges sorrenques de l'Atlàntic i el Mediterrani.

## Característiques
La llanceta té amb forma pisciforme i de mida petita, uns 5 cm de llarg. No posseeix crani i no té un cervell diferenciat, ni mandíbules, ni esquelet; té un sistema nerviós format per una tub neural dorsal que no està protegit per vèrtebres i sembla totalment privat d'òrgans sensorials. Durant el seu estat larvari mostra notocorda, la qual cosa l'inclou en l'embrancament dels cordats. És comestible.